# Врхника
Врхника (словен. Vrhnika) је град и управно средиште истоимене општине Врхника, која припада Средњесловенској регији у Републици Словенији.
По попису становништва из 2011. године насеље Врхника имало је 7.520 становника.